# 노일중학교
노일중학교(蘆一中學校)는 대한민국 서울특별시 노원구 상계동에 위치한 공립 중학교이다.

## 학교 연혁
- 1995년 1월 10일 : 노일중학교 설립인가
- 1995년 2월 11일 : 신입생 12학급 배정
- 1995년 3월 1일 : 초대 서연수 교장 취임
- 1995년 3월 2일 : 제1회 입학식 (579명)
- 1998년 2월 13일 : 제1회 졸업식 (520명)
- 2002년 10월 25일 : 노일정보관 개관
- 2022년 9월 1일 : 제8대 이재홍 교장 취임
- 2023년 1월 5일 : 제26회 졸업식(139명)
- 2023년 3월 2일 : 제29회 입학식(122명)

## 참고 자료
- 노일중학교 - 한국교육학술정보원 학교알리미